# Days of Wine and Roses (chanson)
Pour les articles homonymes, voir Days of Wine and Roses.
Days of Wine and Roses est une chanson populaire écrite pour le film de Blake Edwards Le Jour du vin et des roses (Days of Wine and Roses en version originale) (1962). La chanson remporte l'Oscar de la meilleure chanson originale et le Grammy Award de la chanson de l'année.
La musique fut composée par Henry Mancini, les paroles furent écrites par Johnny Mercer.
La chanson a atteint la 26e position au classement du Billboard magazine.
Le titre Days of wine and roses est tiré du poème Vitae Summa Brevis (« La vie est courte ») de l'auteur anglais Ernest Dowson (1867–1900) : 
« They are not long, the days of wine and roses ;
Out of a misty dream ; 
Our path emerges for a while, then closes ; 
Within a dream. »
En 2003, Days of Wine and Roses a reçu le Grammy Hall of Fame Award.

## Reprises
Parmi les nombreuses reprises de la chanson, on peut notamment citer celles d'Andy Williams (Columbia Records - 1963), de Perry Como chez RCA Records (1963), de Frank Sinatra (Sinatra Sings Days of Wine and Roses, Moon River, and Other Academy Award Winners (en), 1964),.
Le morceau est devenu un standard de jazz, repris entre autres par :
- McCoy Tyner (Nights of Ballads & Blues (en), 1963)
- Wes Montgomery (Boss Guitar (en), 1963)
- Vince Guaraldi et Bola Sete (Vince Guaraldi, Bola Sete and Friends, 1963)
- Oscar Peterson (We Get Requests (en), 1964)
- Frank Sinatra (Sinatra Sings Days of Wine and Roses, Moon River, and Other Academy Award Winners (en), 1964)
- Tony Bennett et Bill Evans (The Tony Bennett/Bill Evans Album, 1975)
- Toots Thielemans et Bill Evans (Affinity, 1979)
- Ella Fitzgerald et Joe Pass (Easy Living, 1986)
- Biréli Lagrène (Standards, 1992 ; Live in Marciac, 1994)
- Keith Jarrett (Keith Jarrett at the Blue Note (en), 1995)
- Bill Frisell (East/West (en), 2005)